# Sony Ericsson Aino
Шаблон:Інфобокс Мобільний телефон
Sony Ericsson Aino — мобільний телефон зі слайдером сенсорний екран. Він має мультимедійне сенсорне меню PlayStation 3 (як XrossMediaBar), великий сенсорний екран 3-дюйми (76 мм), VGA@30 FPS  відеозапис. Екран 3-дюйми (76 мм) є сенсорним, але лише в мультимедійній частині меню та інтерфейсі камери. Деякі програми сторонніх розробників, такі як Opera-Mini, також підтримують інтерфейс сенсорного екрана. Він також має 8,1-мегапіксельну камеру. Aino використовує веб-браузер NetFront 3.5 для підключення до Інтернету.

## Технічні характеристики
- Модель: U10i
- Загальні: GSM 850/900/1800/1900 МГц, UMTS 850/900/2100, GPRS/EDGE клас 10, HSDPA 7,2 Мбіт/с, без HSUPA
- Форм-фактор: сенсорний* слайдер
- Розміри: 104 × 50 × 15,5 мм, 134 г
- Дисплей: 3-дюймовий кольоровий світлодіодний дисплей 16M, роздільна здатність 240 × 432 пікселя
- Пам'ять: вбудована пам'ять 55 МБ, гаряча заміна microSD слот для карт (до 32 ГБ)
- Операційна система: Java Platform 8 (також відома як платформа A200), працює на частоті 200 МГц
- Інтерфейс користувача: власний інтерфейс користувача на основі Flash
- Фотокамера: 8-мегапіксельна камера з автофокусом зі світлодіодним спалахом, сенсорний фокус, геотегування, розпізнавання обличчя, розпізнавання посмішки, стабілізатор зображення, розумний контраст
- Відеозапис: відеозапис VGA зі швидкістю 30 кадрів/с
- Підключення: Wi-Fi 802.11b/g, Bluetooth 2.0 з A2DP, GPS приймач з підтримкою A-GPS
- Інше: часткова функція сенсорного екрана, акселерометр для автоматичного повороту екрана, FM-радіо з RDS, Remote Play для PlayStation 3
- Акумулятор: 1000 мАг

Функції сенсорного екрана доступні лише з певними функціями телефону.

## Особливості
| - Камера - 8,1-мегапіксельна - Цифровий зум - до 16x - Канали фотографій - Геотеги - Стабілізатор відео - Відеозапис - Зменшення ефекту червоних очей - Відеоблоги - Картинний блог - Фотоспалах - Стабілізатор зображення - Виправлення фото - BestPic - Розпізнавання обличчя - Сенсорний фокус - Автофокус | - aGPS - Технологія Bluetooth - Сертифіковано DLNA - Гугл-мапи - Модем - PictBridge - Віддалене відтворення - Синхронізація - USB накопичувач - Підтримка USB - WiFi - Відеодзвінки (Головна камера) - Вібросигнал - Бездротова гарнітура Bluetooth - Поліфонічні мелодії | - Веб-канал. - WAP 2.0 XHTML - Радіо - FM-радіо з RDS - Трекер - Walk Mate - Перегляд відео - Потокове відео - Java - Рухливі ігри - 3D ігри - ЗМІ | - Музичні мелодії - MP3, AAC - TrackID - Контроль струшування - SensMe - Грати зараз - Стереодинаміки - Bluetooth стерео (A2DP) - Обкладинка альбому - Чітке стерео - Чистий бас - Медіа плеєр |

## Віддалене відтворення
Як і Sony PSP, Aino має можливість підключення PlayStation 3 під назвою «Remote Play». Це дозволяє телефону мати можливість увімкнути PS3 з будь-якої точки світу та транслювати її медіафайли. Це перший телефон, у якому це реалізовано, оскільки раніше він був доступний лише на PlayStation Portable.

## Зовнішні посилання
- Офіційний веб-сайт